# Joseph Saurin
Pour les articles homonymes, voir Saurin.
Joseph Saurin, né à Courthézon (Vaucluse) le 1er septembre 1655 et mort à Paris le 29 décembre 1737, est un mathématicien et pasteur protestant français, converti au catholicisme en 1690. Il est le frère puiné du théologien protestant Élie Saurin et le père de l'auteur dramatique Bernard-Joseph Saurin.

## Biographie
Fils de Pierre Saurin, pasteur protestant à Courthézon au moment de sa naissance, et de son épouse Suzanne Matté, Joseph Saurin fut éduqué et formé par son père ; celui-ci lui enseigna la théologie réformée et l'hébreu. Il devint lui-même pasteur en 1684 et prêcha dans le Dauphiné.
Sa liberté de parole ne tarda pas à lui attirer des ennuis. Il alla exercer son ministère en Suisse en 1683, d'abord à Bercher, puis à Yverdon. Là, en 1685, il refusa de signer le Consensus helvétique en dépit de fortes pressions exercées sur lui ; la révocation de l'édit de Nantes date de la même année. Il quitta la Suisse par suite de querelles religieuses ou, selon certains, afin d'éviter une condamnation pour vol. Revenu en France, il s'installa à Paris et, sous l'influence de Bossuet, se convertit au catholicisme en 1690.
Louis XIV lui accorda alors une pension de 1 500 livres, qu'il consacra à l'étude des mathématiques. Il entreprit de les enseigner et se lia avec Guillaume de L'Hôpital, Nicolas Malebranche et Pierre Varignon. De 1702 à 1703, il participa à la rédaction du Journal des savants. En 1702, il engagea une controverse avec Michel Rolle au sujet du calcul différentiel, qui l'intéressait particulièrement. Il en appela à l'Académie des sciences : celle-ci ne voulut pas se prononcer contre Rolle, qui en était membre, mais elle accueillit Saurin en son sein quelques années plus tard, comme élève géomètre, le 10 mars 1707, puis pensionnaire géomètre, le 13 mai 1707. Selon Fontenelle, Saurin était partisan de la théorie des tourbillons, qu'il soutint contre Huygens.
Ami d'Antoine Houdar de La Motte, Antoine Danchet, Nicolas Boindin, familier du café de la veuve Laurent rue Dauphine, il fut accusé par Jean-Baptiste Rousseau d'être l'auteur de poèmes injurieux et blasphématoires. Cette accusation parut d'autant plus plausible que Saurin avait montré beaucoup d'aigreur et de méchanceté dans la querelle qui l'opposait, avec ses amis, à Rousseau, et il fut arrêté le 24 septembre 1710 et passa quelques mois en prison. Mais il put démontrer que les témoins produits contre lui avaient été subornés et fut blanchi par une sentence du Châtelet du 12 décembre 1710, confirmée par un arrêt du Parlement de Paris du 27 mars 1711, qui condamna en outre Rousseau à lui verser une somme de 4 000 livres.
Il se retira alors et passa le reste de sa vie à s'occuper de mathématiques. Il écrivit sur un problème posé par Jacques Bernoulli de détermination de la courbe décrite par un corps pesant pour aller, en tombant obliquement, d'un point à un autre donnés le plus vite possible et sur la théorie des oscillations du pendule de Christian Huygens.

## Famille
- Pierre Saurin, pasteur protestant
  - Joseph Saurin
    - Bernard-Joseph Saurin, avocat au parlement de Paris, membre de l'Académie française.

## Œuvres

### Sciences
- « Éclaircissement sur une difficulté proposée aux mathématiciens par Monsieur le chevalier de Louville (le 30 avril 1720) », dans Académie royale des sciences – Registre des procès-verbaux, 28 juin 1721, p. 153r–174v — Le chevalier de Louville est Jacques d'Allonville de Louville

### Religion
- « Éloge de Bossuet », dans Recueil des oraisons funèbres, prononcées par messire Jacques Bénigne Bossuet, évêque de Meaux. Nouvelle édition, revûe avec soin & considérablement augmentée, Paris, Desaint & Saillant, 1762[7]